# وينفرد بوينس
وينفرد بوينس (بالإنجليزية: Winford Boynes)‏ مواليد 17 مايو 1957 في غرينفيل، هو لاعب كرة سلة أمريكي معتزل. بدأ مسيرته الاحترافية في سنة 1978. تم اختياره من قبل فريق بروكلين نتس خلال الدرافت. يبلغ طوله 6 قدم 6 بوصة (2.0 م). اعتزل اللعب في 1987. أحرز خلال مسيرته في الإن بي إيه 1478 نقطة بمعدل 8.4 نقاط في المباراة الواحدة.

## المسيرة الاحترافية
لعب مع بروكلين نتس من سنة 1978 إلى 1980، ثم لعب مع دالاس مافيريكس في موسم 1980–1981، ثم لعب مع فنربخشة لكرة السلة في الدوري التركي في موسم 1983–1984، ثم لعب مع بانتريت في موسم 1985–1986.

## روابط خارجية
- وينفرد بوينس على موقع إن بي أي (الإنجليزية)
- وينفرد بوينس على موقع سبورتس رفرنس (الإنجليزية)
- وينفرد بوينس على موقع كلية كرة السلة في سبورتس رفرنس.كوم (الإنجليزية)
- وينفرد بوينس على موقع ريلجم (الإنجليزية)
- وينفرد بوينس على موقع بروبوليرز (الإنجليزية)